# Kiziliourt
Kiziliourt (en russe : Кизилю́рт ; en avar : Гъизилюрт ; en koumyk : Къызылюрт, ce qui signifie « village rouge ») est une ville du Daghestan, une république de la fédération de Russie, et le centre administratif du raïon de Kiziliourt. Sa population s'élevait à 37 752 habitants en 2020.

## Géographie
Kiziliourt est située au sud de la plaine Koumyke, au bord de la rivière Soulak, à 56 km au nord-ouest de Makhatchkala et à 1 545 km au sud-est de Moscou.
La route fédérale R217, route reliant la M4 à la frontière avec l'Azerbaïdjan en desservant les villes de Ciscaucasie, dessert la ville.

## Histoire
En 1884, une gare ferroviaire est ouverte donnant naissance au village de Tchir-Yourt sur la ligne Beslan – Petrovsk (aujourd'hui Makhatchkala). Le village est renommé Krasnoïe-Selo, ou « village rouge », en 1921, puis Kiziliourt, ce qui a la même signification en langue koumyk (proche de la langue turque, écrit Kızılyurt).
La ville est née en 1963 de la fusion des communes urbaines de Kiziliourt, Bavtougaï (Бавтугай) et Soulak (Сулак).

## Population

### Démographie
Recensements ou estimations de la population
| 1959* | 1970*  | 1979*  | 1989*  | 2002*  |
| ----- | ------ | ------ | ------ | ------ |
| 3 892 | 13 111 | 21 715 | 33 682 | 30 264 |

| 2010*  | 2012   | 2013   | 2014   | 2015   |
| ------ | ------ | ------ | ------ | ------ |
| 32 988 | 33 377 | 33 723 | 34 162 | 34 939 |

| 2016   | 2017   | 2018   | 2019   | 2020   |
| ------ | ------ | ------ | ------ | ------ |
| 35 762 | 36 570 | 37 171 | 37 588 | 37 752 |

### Nationalités
Au recensement de 2002, la population de Kiziliourt se composait de  :
- 70, 25 % de Koumyks
- 12,70 % de Darguines
- 5,39 % de Laks
- 4,20 % de Avars
- 2,32 % de Russes
- 2,28 % de Lezguiens
- 0,95 % de Tchétchènes

Autres : 1,89 %.

## Économie
Les principales entreprises de Kiziliourt sont :
- OAO Dagfos (ОАО Дагфос) : acide phosphorique.
- OAO Dagelektroavtomat (ОАО Дагэлектроавтомат) : appareillage électrique basse tension.

La centrale hydroélectrique de Tchiriourtovskaïa (Чирюртовская ГЭС) sur la rivière Soulak et la fabrication de matériaux de construction complètent le tableau de l'économie locale.